# El Gran Hackeo
El Gran Hackeo (o Nada es Privado) es un documental sobre el escándalo que hubo entre Facebook y Cambridge Analytica. Fue producido y dirigido por Jehane Noujaim y Karim Amer, ambos previamente nominados en los Premios Óscar (The Square, Control Room, Startup.com). La música del documental fue compuesta por el compositor nominado al Emmy Gil Talmi. El documental se estrenó en el Festival de Cine de Sundance en enero de 2019 y fue publicado en Netflix el 24 de julio de ese mismo año.
El documental se centra en David Caroll, profesor en Parsons y The New School, Brittany Kaiser (antigua directora de desarrollo comercial de Cambridge Analytica) y, en Carol Cadwalladr, periodista de investigación británica, fue quien investigó muy a fondo el tema y sigue cuestionándose si algún día "podremos tener una elección libre y justa". Sus historias se entrecruzan para exponer el trabajo que hace Cambridge Analytica en la política de varios países, incluyendo la campaña del Brexit de Reino Unido y la campaña electoral estadounidense de 2016 y la elección presidencial de Argentina en el año 2015.

## Contexto
El grupo SCL fue una compañía privada de investigación y estrategia interesada en estudiar e influir en el comportamiento de masas. Con una supuesta experiencia en operaciones psicológicas (psyops), la compañía participó en operaciones militares y políticas alrededor del mundo en los años 90. Para involucrarse en las elecciones de Estados Unidos, en 2012 se creó la sucursal de Cambridge Analytica.
En 2015, Cambridge Analytica una consultora política con sede en Reino Unido, empezó a trabajar para la campaña electoral del 2016 del candidato republicano Ted Cruz. La empresa usó una recopilación de datos de usuarios de Facebook para estudiar las decisiones de los votantes. Cuando Cruz fue eliminado Cambridge Analytica utilizó las mismas estrategias, que más tarde se volverían la raíz de las controversias, para trabajar en la campaña electoral de Donald Trump. Las investigaciones independientes sobre el uso de datos, junto con las denuncias por el impacto que causó la empresa en el Brexit, condujeron a un escándalo sobre las influencias de las redes sociales en las elecciones políticas.
En la película, el escándalo de Cambridge Analytica es examinado a través de los ojos de varias personas involucradas.
Nos recuerdan que las malas personas nos tienen vigilados todo el tiempo, más de lo que esperamos, personas que pueden tomar control a partir de las redes sociales y saben cómo llegar al punto de hacer cambios inesperados.

## Escándalo
Cambridge Analytica, la principal responsable del escándalo, se dedicaba a trabajar con macrodatos. Los datos que recopilaron se utilizaban supuestamente como parte de una estrategia de ventas que implicaba la creación de campañas masivas dirigidas al usuario de una forma más personal. Los resultados de estas campañas terminaron alterando las políticas de Estados Unidos y Reino Unido y dieron lugar a relaciones de complicidad con empresas privadas como Facebook. 
La recopilación ilícita de datos por parte de Cambridge Analytica fue documentada, por primera vez, por Harry Davies en el diario The Guardian en diciembre de 2015. El periodista informó que la sucursal estaba trabajando para el senador Ted Cruz y que usaban millones de datos extraídos de cuentas de Facebook sin el consentimiento de sus usuarios. Facebook no quiso comentar nada al respecto, aparte de declarar que estaban investigando los hechos. Posteriormente, hubo otros medios que también publicaron la noticia como Das Magazin (redactada por Hannes Grasseger y Mikael Krogerus, en 2016), The Guardian (por Carol Cadawalldr, en 2017) y The Intercept (por Mattathias Schwartz en marzo de 2017). Finalmente, Brittany Kaiser, la exdirectora de desarrollo comercial de Cambridge Analytica, reveló que toda la información publicada acerca de la campaña de Ted Cruz y del Brexit era cierta.

## Sinopsis
Todo empezó cuando Alexander Nix, ex director general de Cambridge Anlalytica, fue expuesto en Channel 4 por afirmar tener 5000 datos de cada votante estadounidense. El profesor David Carroll decidió embarcarse en un viaje legal para exigir la recuperación de sus datos con la ayuda del abogado británico Ravi Naik de ITN Solicitors, experto en privacidad de datos en Reino Unido. A pesar de que el grupo SCL era estadounidense, como la sucursal de Cambridge Analytica era británica, la jurisdicción británica se hizo cargo de la demanda de Carroll. El 4 de julio de 2017, Carroll presentó su queja en la Oficina del Comisionado de Información (ICO) del Reino Unido. Como resultado, el grupo SCL fue multado con 15000 libras esterlinas por incumplir con las normas del ICO. Facebook pagó 5000000 libras esterlinas por "falta de transparencia y problemas de seguridad relacionados con la recolección de datos" en el escándalo relacionado.
Durante la batalla legal de Carroll, SCL se declaró en bancarrota después de descubrirse que el trabajo de Cambridge Analytica violaba las leyes de privacidad de Reino Unido. El ICO emitió la siguiente declaración: "Si el SCL aún existiera en su forma original, nuestra intención habría sido emitir una multa sustancial por el incumplimiento grave de uno de los principios de DPA1998 (acta de protección de datos) por procesar injustamente los datos de las personas con fines políticos, incluidos los fines relacionados con las campañas presidenciales de EE. UU. de 2016".
Durante el proceso judicial, la periodista Carol Cadwalladr continúa su investigación sobre la influencia de Cambridge Analytica. Su trabajó la lleva hasta Christopher Wylie, extrabajador de la empresa, que le explica cómo combinaron el microtargeting y la masiva cantidad de datos para influir en las elecciones. Las entrevistas exclusivas de Cadwalladr a Wylie en The Observer revelan las distintas tácticas psicoanalíticas que se emplearon con los datos de usuarios de Facebook  con la ayuda del profesor de Cambridge, Aleksandr Kogan. Estas acusaciones hicieron público el escándalo y permitieron testificar a Wylie en el parlamento del Reino Unido y mencionar el nombre de la exdirectora de Cambridge Analytica, Brittany Kaiser. Como parte polarizadora pero esencial del escándalo Wylie escribió un informe llamado "Mindf*ck" en 2019.
Los documentalistas encontraron a Brittany Kaiser en Tailandia, donde se había retirado para considerar si publicar la información que poseía sobre Cambridge Analytica o, esquivar a la prensa y sus preguntas. Gracias a la ayuda de Paul Hilder (emprendedor, escritor y organizador social británico) decidió volver a Washington D. C. para aclararse. Allí, recuperó unos archivos personales de su antiguo trabajo que sostienen su explicación sobre la efectividad del microtrageting en los individuos que el sistema de Cambridge Analytica llamaba "persuasibles" durante la campaña de EE. UU. de 2016.

## Reparto
- Carole Cadwalladr, periodista de investigación británica.
- David Carroll, profesor asociado de diseño de medios en la Escuela de Diseño Parsons que presentó una queja formal contra Cambridge Analytica bajo la protección de datos del Reino Unido de 1998 para obtener sus datos, perfil y puntuación.[20]
- Brittany Kaiser, exdirectora de desarrollo comercial del grupo SCL, la empresa matriz de Camdridge Analytica.
- Julian Wheatland, exdirector de operaciones y finanzas de Cambridge Analytica y SCL.
- Roger Mc Namee, administrador de fondos y capitalista de riesgo, uno de los primeros inversores en Facebook.
- Christopher Wylie, exdirector de investigación de Cambridge Analytica y denunciante.

## Filmación
La principal fuente del documental son las entrevistas que se llevaron a cabo con Brittany Kaiser, Carol Cadwalladr y David Carroll, y las distintas entrevistas con los extrabajadores de Cambridge Analytica y expertos en el tema. El hilo conductor son las historias de Brittany Kaiser, con sus tomas de decisiones, y David Carroll, con su viaje legal. Intercaladas entre dichas grabaciones, también aparecen planos de escenas cotidianas con gráficos que muestran capturas de pantalla y mensajes de texto, pues según Karim Aimer: "Tratamos de presentar el punto de vista del algoritmo, para mostrar a las personas cómo les afecta el algoritmo" 

## Recibimiento
El Gran Hackeo tiene un 88% de "Fresh" (fresco) en Rotten Tomatoes basado en 50 reseñas (aunque solo un 64% de puntuación de usuarios) con el consenso de que "El Gran Hackeo ofrece una visión alarmante de la forma en que los datos se están usando para obtener ganancias políticas, y de lo que podría significar para futuras elecciones ". Peter Bradshaw escribió en The Guardian que la película reflejaba "el mayor escándalo de nuestro tiempo: el gigantesco signo de interrogación sobre la legalidad del voto Brexit" y le otorgó cinco estrellas. La Refinería 29 declara que "El Gran Hackeo deja claro cuán profunda puede ser, y es, esta vigilancia electrónica en la sombra" después de haberla denominado al film como "Una advertencia aterradora" y "El documental más importante de este año".

## Premios
- Recibió un Premio al Logro Sobresaliente en Diseño Gráfico o Animación de Cinema Eye Honors.[25]

### Nominaciones
- Fue nominado a Mejor Documental por la Academia Británica de Artes de Cine y Televisión y Mejor Escritura por la Asociación Internacional de Documentales.[26]
- Fue nominado por Cinema for Peace para el Documental más Valioso del año 2020.[27]